# Nel mio nome
Nel mio nome è un film documentario italiano del 2022 diretto da Nicolò Bassetti. 
Il documentario è stato presentato nella sezione Panorama Dokumente del Festival di Berlino 2022. Il film, che vede nel ruolo di produttore esecutivo l'attore e attivista Elliot Page, racconta l'infanzia e l'adolescenza di quattro ragazzi trans attraverso le loro testimonianze.

## Trama
Nico, Andrea, Raffaele e Leo sono quattro giovani provenienti da diverse regioni d'Italia, accomunati dall'aver iniziato, in tempi diversi, la transizione di genere. I quattro raccontano la loro infanzia e adolescenza, e la loro successiva presa di coscienza, tramite il podcast di Leo; il loro racconto evidenzia difficoltà e discriminazioni a cui tuttora sono soggette le persone transgender.

## Distribuzione
Il film esce al cinema, con la distribuzione di I Wonder Pictures, nelle giornate del 13, 14 e 15 giugno.